# Папа должен похудеть
«Папа должен похудеть» (англ. The Pope Must Diet) — британская комедия 1991 года.

## Сюжет
Альбиници — простой священник из провинции, его мало кто знает. Но его случайно назначают на должность римского папы в результате того, что писарь неправильно расслышал фамилию кандидата (вместо него папой предполагалось избрать кардинала Альбини, связанного с мафией).
У Альбиници есть маленькая проблема — он очень толстый. И эта полнота мешает его новой должности — женщины судачат о том, что у него уже двое детей, мафия пытается его убить и даже кардиналы устраивают заговор против него. И новому Папе ничего не остаётся, как сесть на диету и похудеть.

## В ролях
- Робби Колтрейн — Папа
- Беверли Д’Анджело — Вероника Данте
- Херберт Лом — Витторио Корелли
- Пол Бартел — монсеньор Фитчи
- Бальтазар Гетти — Джо Дон Данте
- Алекс Рокко — кардинал Рокко